# Cordiglottis filiformis
Cordiglottis filiformis là một loài thực vật có hoa trong họ Lan. Loài này được (Hook.f.) Garay mô tả khoa học đầu tiên năm 1972.